# Sallya wallengeni
Sallya wallengeni är en fjärilsart som beskrevs av Otto Staudinger 1886. Sallya wallengeni ingår i släktet Sallya och familjen praktfjärilar. Inga underarter finns listade i Catalogue of Life.